# Julio Foolio
Julio Foolio, pseudonimo di Charles Andrew Jones II (Jacksonville, 21 giugno 1998 – Tampa, 23 giugno 2024), è stato un rapper statunitense.

## Biografia
Charles Andrew Jones II nacque il 21 giugno 1998 a Jacksonville, in Florida. Suo padre fu assassinato in una sparatoria nel 2011.
Nel 2017 suo cugino diciottenne, Zion Malik Brown, fu ucciso a colpi d'arma da fuoco all'interno della sua abitazione. Questo accadimento fu ritenuto l'evento scatenante di una faida tra alcune bande criminali di Jacksonville, poiché l'anno successivo il rapper Yungeen Ace venne ferito in una sparatoria di rappresaglia. In seguitò a ciò, Julio Foolio pubblicò dei contenuti denigratori sulle vittime sui social media.
Il 15 luglio 2022 Julio Foolio pubblicò il suo album di debutto, intitolato Life of Me. Ad esso seguirono le pubblicazioni di Final Destination (3 marzo 2023) e di Resurrection (5 aprile 2024).
La sera del 23 giugno 2024 Jones venne ucciso a colpi d'arma da fuoco da tre uomini nel parcheggio di un Holiday Inn a Tampa. Secondo le indagini, il primo aggressore possedeva una pistola con caricatore ad alta capacità ed esplose più di 30 colpi, mentre gli altri due possedevano dei fucili muniti di ricevitore di ottone. Kamiyah (16 anni), Rasheed Brown Jr. (18 anni), Keith Hopskins (17 anni) e Damari James (18 anni) furono arrestati poco tempo dopo per il loro presunto coinvolgimento nell'omicidio. Secondo ulteriori perizie da parte delle forze dell'ordine, il suo assassinio sarebbe frutto di una rappresaglia organizzata da una gang rivale.

## Discografia

### Album in studio
- 2022 – Life of Me
- 2023 – Final Destination
- 2024 – Resurrection
- 2024 – DemiGod

### Singoli
- 2018 – Voodoo
- 2020 – Shoot It Out (Sit Down Remix)
- 2020 – Play With Me
- 2021 – Bibby Flow
- 2021 – When I See You
- 2021 – 'List of Dead Opps
- 2021 – I Hate You I Love You
- 2024 – 50K
- 2025 – Voodoo (Remix)